# Списак француских села уништених у Првом светском рату
Током Првог светског рата, у бици за Верден 1916. на француско-немачком фронту, девет села у департману Меза потпуно је уништено као последица сукоба. После рата, одлучено је да земљиште које су заузимала уништена села не буде укључено у друге префектуре, као сведочанство о овим селима која су умрла за Француску, као што су била меморијално декларисана. Док су три села касније обновљена, осталих шест су ненасељена и њима управља савет од три члана, коју именује префект од Мезе.
Следи списак девет уништених села:
- Бомонт ан Верденоа (фр. Beaumont-en-Verdunois)
- Безонво (фр. Bezonvaux)
- Кимјер ле Мор Ом (фр. Cumières-le-Mort-Homme)
- Дуомон (фр. Douaumont; обновљено)
- Флери деван Дуомон (фр. Fleury-devant-Douaumont)
- Омон пре Самоње (фр. Haumont-près-Samogneux)
- Лувемон Кот ди Поавр (фр. Louvemont-Côte-du-Poivre)
- Орне (обновљено)
- Во деван Дамлу (фр. Vaux-devant-Damloup; обновљено)